# Berrknausane
Die Berrknausane (norwegisch für Blanke Felsvorsprünge) sind Felsvorsprünge an der Prinz-Harald-Küste des ostantarktischen Königin-Maud-Lands. Sie ragen auf der nordöstlichen Seite der Landspitze Djupvikneset auf.
Wissenschaftler des Norwegischen Polarinstituts benannten sie 1941 deskriptiv.